# جام قهرمانان کونکاکاف ۱۹۷۲
جام قهرمانان کونکاکاف ۱۹۷۲ هشتمین دوره مسابقات بین‌المللی فوتبال باشگاهی سالانه جام قهرمانان کونکاکاف بود که در منطقه کونکاکاف (آمریکای شمالی، آمریکای مرکزی و دریای کارائیب) برگزار شد. مسابقات از ۲۹ اکتبر ۱۹۷۲ تا ۱ ژانویه ۱۹۷۳ به صورت رفت و برگشت برگزار شد.
تیم‌ها به دو منطقه (آمریکای شمالی/مرکزی و کارائیب) تقسیم شدند که تیم‌های برنده هر منطقه به مسابقات نهایی راه یافتند.
المپیا از هندوراس برای اولین بار عنوان قهرمانی خود در این مسابقات را کسب کرد.

## منطقه آمریکای شمالی/مرکزی

### مرحله اول
| تیم ۱  | نتیجه نهایی | تیم ۲ | بازی رفت | بازی برگشت |
| ------ | ----------- | ----- | -------- | ---------- |
| تولوکا | ۴–۱         | ویدا  | ۳–۱      | ۱–۰        |

### مرحله دوم
| تیم ۱  | نتیجه نهایی | تیم ۲  | بازی رفت | بازی برگشت |
| ------ | ----------- | ------ | -------- | ---------- |
| تولوکا | ۱–۲         | المپیا | ۰–۱      | ۱–۱        |

## منطقه کارائیب

### مرحله اول
| تیم ۱     | نتیجه نهایی | تیم ۲                 | بازی رفت | بازی برگشت |
| --------- | ----------- | --------------------- | -------- | ---------- |
| ترانسوال  | ۲–۳         | رابین‌هود              | ۱–۰      | ۱–۳        |
| دون بوسکو | w/o         | ستاره هائیتی (انصراف) |          |            |

### مرحله دوم
| تیم ۱    | نتیجه نهایی | تیم ۲              | بازی رفت | بازی برگشت |
| -------- | ----------- | ------------------ | -------- | ---------- |
| رابین‌هود | w/o         | دون بوسکو (انصراف) |          |            |

## فینال
| رابین‌هود | ۰–۱ | المپیا |
| -------- | --- | ------ |
|          |     |        |

| المپیا | ۰–۰ | رابین‌هود |
| ------ | --- | -------- |
|        |     |          |